# HRP-4C

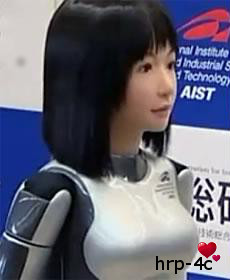
Robot HRP-4C

HRP-4C – humanoidalny robot stworzony przez Advanced Industrial Science and Technology, publicznie zademonstrowany 16 marca 2009 roku. Mierzący 158 cm o wadze 43 kg (włączając w to baterie). Kształt i kończyny robota bazują na Japanese body dimension database z roku 1997-1998. Robot potrafi syntezować mowę oraz rozpoznawać głos.